# Colostygia polonica
Colostygia polonica là một loài bướm đêm trong họ Geometridae.